# Manonida atratula
Manonida atratula är en fjärilsart som beskrevs av Walker 1860. Manonida atratula ingår i släktet Manonida och familjen mätare. Inga underarter finns listade i Catalogue of Life.